# Hamburg (New Jersey)
Pour les articles homonymes, voir Hamburg.
Hamburg est un borough situé dans le comté de Sussex, dans l'État du New Jersey, aux États-Unis. Selon le recensement des États-Unis de 2020, la population de la commune était de 3 266 habitants.